# Frumușani
Frumușani è un comune della Romania di 4 522 abitanti, ubicato del distretto di Călărași, nella regione storica della Muntenia.
Il comune è formato dall'unione di 6 villaggi: Frumușani, Orăști, Pasărea, Pădurișu, Pițigaia, Postăvari.